# كرز قزم أوروبي
الكرز القزم الأوروبي أو كرز قزم أو كرز منغولي أو كرز السهوب (الاسم العلمي Prunus fruticosa)، شجيرة نفضية، صوفيّة، شتاء، صلدة.
يوجد في، غرب سيبيريا، كازاخستان، تركستان الشرقية الصين، غرب روسيا، أوكرانيا، بولندا، جمهورية التشيك، ألمانيا، بيلاروسيا، مولدوفا، بلغاريا، رومانيا، المجر، صربيا، النمسا، وإيطاليا.